# Kay Cannon

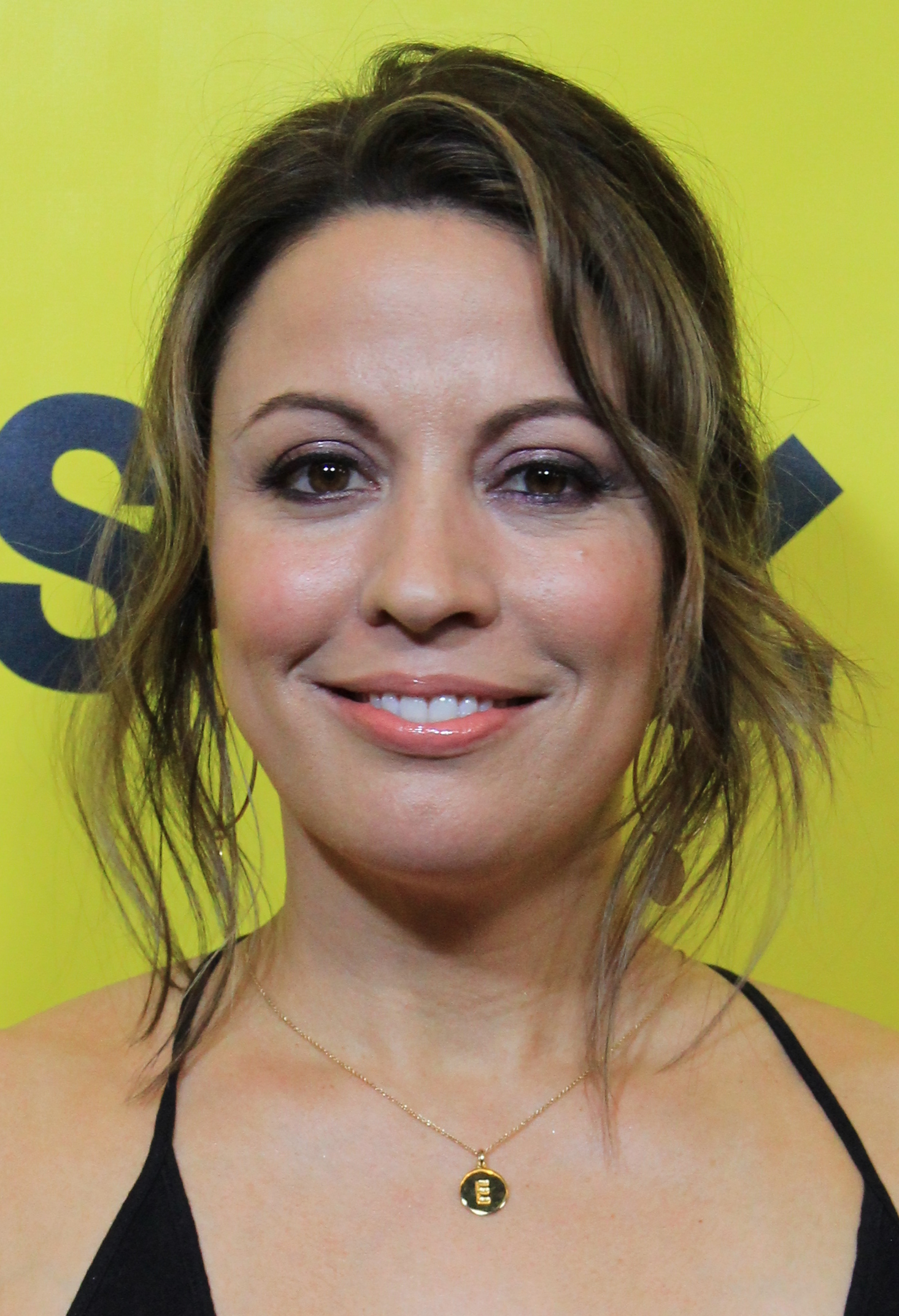
Kay Cannon

Kay Cannon (* Illinois) ist eine US-amerikanische Regisseurin, Drehbuchautorin, Produzentin und Schauspielerin im Bereich Film und Serie. Als Mitglied des Autoren-Teams der Comedy-Serie 30 Rock feierte Cannon erste Erfolge und wurde für ihre Arbeit mit mehreren Preisen der Writers Guild of America ausgezeichnet und für drei Emmy Awards nominiert. Im Film zeichnete Cannon ab 2012 für die Drehbücher der Pitch Perfect-Trilogie verantwortlich. 2018 wurde Cannons Spielfilm-Regiedebüt Der Sex-Pakt veröffentlicht.

## Leben
Cannons Heimatort ist Custer Park, Illinois, wo sie als das fünfte von sieben Kindern aufwuchs. Cannon besuchte bis zu ihrem Abschluss 1992 die Reed-Custer High School in Braidwood, Illinois. Anschließend studierte sie Theaterwissenschaft und Anglistik an der Lewis University in Illinois. Außerdem hat Cannon einen Abschluss in Lehramt (Master of Education).
Cannon war von 2004 bis 2010 mit dem Schauspieler Jason Sudeikis verheiratet. Das Paar, das insgesamt neun Jahre zusammen war, trennte sich bereits 2008. Cannon ist seit Oktober 2013 Mutter einer Tochter, Evelyn Rose Russell. Vater ist Cannons Ehemann Eben Russell. Das Paar ist seit 2012 verheiratet. Russell   ist Drehbuchautor, der u. a. als Skript Doctor bei Cannons Regiedebüt Der Sex-Pakt tätig war.

## Karriere
Nach Ende ihres Studiums verlegte Cannon Ende der 1990er ihren Wohnort nach Chicago und besuchte dort Improvisationklassen der Theatergruppe The Second City. Weitere Erfahrung als Autorin und Schauspielerin sammelte sie in Comedy- und Improvisationsgruppen bei ImprovOlympic and ComedySportz Chicago. International konnte Cannon Auftritte im Comedy Club Boom Chicago in Amsterdam für sich verbuchen. 2003 folgten für Cannon Auftritte im Flamingo Hotel als Teil von Second City Las Vegas. Nach ihrem beruflichen Aufenthalt in Las Vegas verlegte Cannon ihren Wohnort nach Los Angeles, dort strebte sie zunächst eine Karriere als Schauspielerin an. Gleichzeitig widmete sie sich dem Schreiben eigener Drehbücher, darunter die Sketch-Show „Camp Hot“, ein nicht verwirklichter Pilot mit dem Titel „Big Foam Finger“ und ein speculative script, ein spekulatives Drehbuch, für die Mockumentary-Serie The Office.
Während Cannons Zeit in Chicago wurde Saturday Night Live-Star Tina Fey, eine ehemalige Alumna Second Citys, auf Cannons Arbeit aufmerksam. Die beiden lernten sich zunächst bei einer Neujahrsfeier in Chicago kennen, bei der Cannon von ihrem damaligen Partner Jason Sudeikis seiner SNL-Kollegin Fey vorgestellt wurde. Basierend auf Cannons unveröffentlichten Drehbüchern holte Fey sie schließlich ins Autoren-Team der von Fey entwickelten Comedy-Serie 30 Rock, die ab 2006 beim US-amerikanischen Sender NBC zu sehen war. Ihren ersten Screen-Credit als Autorin erhielt Cannon für die Folge „Black Tie“ (Staffel 1, Episode 17). Während ihrer Zeit im Team von 30 Rock avancierte Cannon vom Autorenteam-Mitglied zur Headwriterin und Serienproduzentin. 30 Rock wurde mit mehreren Preisen, darunter Emmys, Golden Globes und SAG Awards sowie Awards der WGA und PGA ausgezeichnet. 2007 war die Serie auf der Liste der ausgezeichneten Produktionen der Peabody Awards.
Während der 3. Staffel von 30 Rock verwirklichte Cannon das Drehbuch zum Spielfilm Pitch Perfect, das schließlich vier Jahre später im Jahr 2012 verfilmt wurde. Cannon zeichnete auch für die Drehbücher der beiden Fortsetzungen der Pitch Perfect-Reihe verantwortlich. Das Drehbuch zu Pitch Perfect 2 entstand dabei während Cannons Mutterschaftsurlaub nach der Geburt ihrer Tochter Evelyn.
2012 beauftragte die Produktionsfirma 20th Century Fox Television Cannon mit der Entwicklung einer Pilotfolge einer Workplace-Comedy-Serie, die in den Arbeitsräumen einer fiktiven NFL-Sonntagsshow angesiedelt sein sollte. Bis zum Ende ihrer vertraglichen Zusammenarbeit mit Fox im Jahr 2018, die ab 2012 bestand, wurde die Serie nicht verwirklicht. 2013 entwickelte Cannon für den Sender CBS die Comedy-Serie „The Runt“, deren Produktion aber ebenfalls eingestellt wurde. Die geplante Serie war inspiriert von Cannons Erfahrung als Teil einer großen Familie mit mehreren Geschwistern.
Cannon ist Co-Gründerin (mit Laverne McKinnon) der Produktionsfirma K&L Productions. Das erste Projekt der Zusammenarbeit war die 2017 veröffentlichte Netflix-Serie Girlboss, bei der Cannon als Showrunnerin und McKinnon als Executive Producerin tätig war. Die Serie basiert auf Sophia Amorusos Autobiografie „#Girlboss“. Zuvor ergänzte Cannon ab der 2. Staffel 2012 das Autoren- und Produzenten-Team der Serie New Girl. Sie verließ die Serie nach der 3. Staffel 2014 wieder.
2018 folgte Cannons Regie-Spielfilmdebüt Der Sex-Pakt. Cannon war durch ihre Arbeit hinter Kamera nur eine von drei Regisseurinnen (gemeinsam mit Ava DuVernay bei Das Zeiträtsel und Jennifer Yuh Nelson bei The Darkest Minds), die 2018 bei einem US-amerikanischen Studiofilm Regie führten.

## Filmografie

### Fernsehen
- 2006 bis 2012: 30 Rock; Produzentin, Autorin, Schauspielerin
- 2012 bis 2014: New Girl; Autorin, Co-Executive Producerin, Schauspielerin
- 2017: Girlboss; Serien-Schöpferin, Autorin, Executive Producerin

### Film
- 2008: Baby Mama; Co-Produzentin
- 2012: Pitch Perfect; Drehbuch
- 2015: Pitch Perfect 2; Drehbuch, Co-Produzentin, Schauspielerin
- 2017: Pitch Perfect 3; Drehbuch, Co-Produzentin
- 2018: Der Sex Pakt; Regie
- 2019: Tage wie diese; Drehbuch
- 2019: Mystery Team; Schauspielerin
- 2021: Cinderella; Regie, Drehbuch

## Auszeichnungen (Auswahl)
Primetime Emmy Awards
- 2010: Nominierung für Bestes Drehbuch einer Comedy-Serie für 30 Rock (mit Tina Fey; Staffel 4, Episode 17)
- 2011: Nominierung für Beste Comedy-Serie für 30 Rock
- 2012: Nominierung für Beste Comedy-Serie für 30 Rock

Producers Guild of America Awards
- 2013: Nominierung Beste Produzentenleistung bei einer Comedy-Serie für 30 Rock

SXSW Film Festival
- 2018: Nominierung für SXSW Gamechanger Award für Der Sex-Pakt

Writers Guild of America Award
- 2008: Auszeichnung in der Kategorie Comedy-Serie für 30 Rock
- 2009: Auszeichnung in der Kategorie Comedy-Serie für 30 Rock
- 2010: Auszeichnung in der Kategorie Comedy-Serie für 30 Rock